# Pazi da ne bude gužve
"Pazi da ne bude gužve" (tal. ... altrimenti ci arrabbiamo!) je talijansko-španjolska komedija iz 1974. koju je režirao Marcello Fondato. To je 8. od ukupno 17 filmova u kojima su zajedno glumili Bud Spencer i Terence Hill. Film je sniman u Madridu i Rimu.

## Radnja
Automehaničar Ben i stanoviti Kid zajedno osvajaju novog crvenog Buggyja na natjecanju, te ne znaju kako će ga podijeliti. Kada otiđu u obližnji zabavni park, odluče to riješiti u kafiću kojeg upravo demoliraju gangsteri. Njih dvojicu to ne smeta, sve dok se gangsteri u razbijanju ne zanesu do te mjere da im unište i njihov novi Buggy. Ben to prihvati kao gotovu stvar te se odluči dalje pripremati za pjevanje u koru, no Kid ga nagovori da ne odustanu tek tako od izgubljenog auta. Zajedno otiđu do mafijaškog šefa gangstera te ga ljubazno zamole da nadoknadi štetu tako da im kupi novi crveni Buggy do sutra popodne. Psihijatar mafijaškog šefa, opsjednut Freudom, mu savjetuje da bude opak, pokaže svoju snagu te analizira da su njih dvojica samo "djeca koja u njemu vide tatu i žele da im kupi novi autić". 
Na njegov nagovor, mafijaški šef idućeg popodneva unajmi motociklističku bandu koja se pojavi pred radionicom Bena i Kida. No umjesto da banda pretuče njih, Ben i Kid pretuku bandu. Da bi pokazali da misle ozbiljno o novom Buggyju, slijede opasnog mafijaša Attilu te ga prebiju s njegovim ljudima u teretani. Mafijaški šef potom šalje plaćenog ubojicu Paganinija da likvidira njih dvojicu. Međutim, Ben i Kid ga izlude skrivajući se u koru u orgomnoj dvorani. Potom mu Kid otme pušku te ga natjera da svira na violini. Psihijatar potom nagovori šefa da prebiju Jeremiasa, starog prijatelja Bena i Kida. To njih dvojicu toliko naljuti da upadnu sa svojim autom u vilu mafijaša tijekom zabave te ih sve prebiju. Idućeg dana, shvativši da je puno jeftinije jednostavno ispaviti svoju pogrešku, mafijaški šef im kupuje dva nova Buggyja. Međutim, u vožnji se sudare i Kid slučajno uništi Benov auto.

## Glume
- Bud Spencer - Ben
- Terence Hill - Kid
- John Sharp - Mafijaški šef
- Donald Pleasence - Psihijatar
- Deogratias Huerta - Attila

## Kritike
| „              | "Pazi da ne bude gužve" pojavio se 1974. te je jedan od njihovih (Spencer i Hill) najboljih filmova...Od radnje naravno ne treba puno očekivati, jer ako malo razmislite o njoj, shvatit ćete da je poprilično nelogična, što nije ništa novo. Međutim, ovdje se nudi sve što se očekuje od njih dvojice: tu ima genijalnih tučnjava, pri čemu onu u teretani čak smatram najboljom od svih njihovih filmova...Dodatak je i genijalna glazba te par slavnih glumaca. Pritom se još uvijek postavlja pitanje kako su uspjeli nagovoriti Donalda Pleasancea da nastupi u filmu. U ulozi budalastog psihijatra doživljavamo ga u potpuno drugačijem izdanju od onoga kojeg smo navikli kod njega...Filmovi Spencera i Hilla su klasici nezahtjevne ali zabavne vrste te se čak danas doimaju uspjelim. | ” |
| — ShadowAngel, | |   |

| „              | "Pazi da ne bude gužve" stoji, za razliku od ostalih filmova Buda Spencera i Terencea Hilla, kao čista komedija. I time se oni nedvojbeno posvećuju onime što najbolje znaju. Jedna šala ganja drugu i svaka minuta filma izaziva osmijeh na licu gledatelja. Svaka scena tučnjave se čini maštovitom i ni približno toliko banalno i tromo kao što će to biti slučaj u njihovim kasnijim filmovima...Sam film se dokazuje s puno kreativnosti i izvanrednih šala, koji bi bili smiješni i bez dvojice prvoklasnih glumaca...Ovo je nedvojbeno jedan od najboljih fimova dvojice stručnjaka za tučnjavu. | ” |
| — Martin Kloß, | |   |

## Vanjske poveznice
- Pazi da ne bude gužve u internetskoj bazi filmova IMDb-a
- Pazi da ne bude gužve  Arhivirana inačica izvorne stranice od 9. listopada 2010. (Wayback Machine) na Rotten Tomatoes